# Two Tragedy Poets (...and a Caravan of Weird Figures)
Two Tragedy Poets (...and a Caravan of Weird Figures) è il sesto album in studio del gruppo musicale folk/power metal italiano Elvenking, pubblicato nel 2008 dalla AFM Records.
A differenza degli album precedenti il disco è per lo più acustico. Tra le tracce troviamo due riarrangiamenti acustici di The Winter Wake e The Wanderer dall'album The Winter Wake. Nella versione giapponese dell'album è invece presente un remake di Skywards, dall'album Heathenreel.
L'album è stato preceduto dal demo digitale "From Blood to Stone".

## Tracce
1. The Caravan of Weird Figures
2. Another Awful Hobs Tale
3. From Blood to Stone
4. Ask a Silly Question
5. She Lives at Dawn
6. The Winter Wake (Acoustic)
7. Heaven Is a Place on Earth (Belinda Carlisle cover) (testo: Rick Nowels, Ellen Shipley)
8. My Own Spider's Web
9. Not My Final Song
10. The Blackest of My Hearts
11. The Wanderer (Acoustic)
12. Miss Conception
13. My Little Moon (European digipack version)
14. Skywards 2008 (Japan bonus track)

## Formazione
- Damnagoras - voce, tastiere, chitarra
- Aydan - chitarra, voce, tastiera
- Gorlan - basso
- Elyghen - violino, tastiera
- Zender - batteria